# Clemens Maria Franciscus von Bönninghausen
Clemens Maria Franciscus von Bönninghausen (Herinckhave te Fleringen, 12 maart 1785 - Münster, 26 januari 1864) was een jurist, Nederlands en Pruisisch bestuursambtenaar, landbouweconoom, architect, botanicus, arts en pionier op het gebied van de homeopathie.
Hij werd onderscheiden als Ridder in het Legioen van Eer.

## Leven
Von Bönninghausen werd geboren op het landgoed Herinckhave in Fleringen (richterambt Ootmarsum) in de provincie Overijssel als telg van het adellijke geslacht Von Bönninghausen. Zijn vader was Lodewijk Ernst von Bönninghausen, representant van het volk van Overijssel, officier en kamerheer van de vorst-bisschop van Keulen. Zijn moeder was Theresia von Weichs zur Wenne. Hij bezocht het Gymnasium Paulinum in Münster, studeerde rechten aan de Universiteit van Groningen en promoveerde daar op het Romeins en Oud-Nederlands recht in 1806.
Von Bönninghausen bezette verschillende posities, waaronder die van auditor en geheimraad van de Koning, secretaris-generaal voor de belastingen, Koninklijk bibliothecaris, schatmeester van de pensioenen, secretaris-generaal van de rekwesten en hoofd van de Topografische instituten. Alle onder Lodewijk Napoleon Bonaparte, Koning van Holland, tot diens aftreden in 1810. Von Bönninghausen was geschokt door het gedwongen vertrek van zijn uiterst vriendelijke en goedmoedige meester en weigerde langer in dienst te zijn. Hij keerde terug naar zijn geboortegrond en aanvaardde de functie van president van de arrondissementsraad in Almelo. In die tijd trouwde hij eerst met Franziska Sofia von Schade zu Ahausen en na haar overlijden met Amalia von Hamm.

### Verdere loopbaan

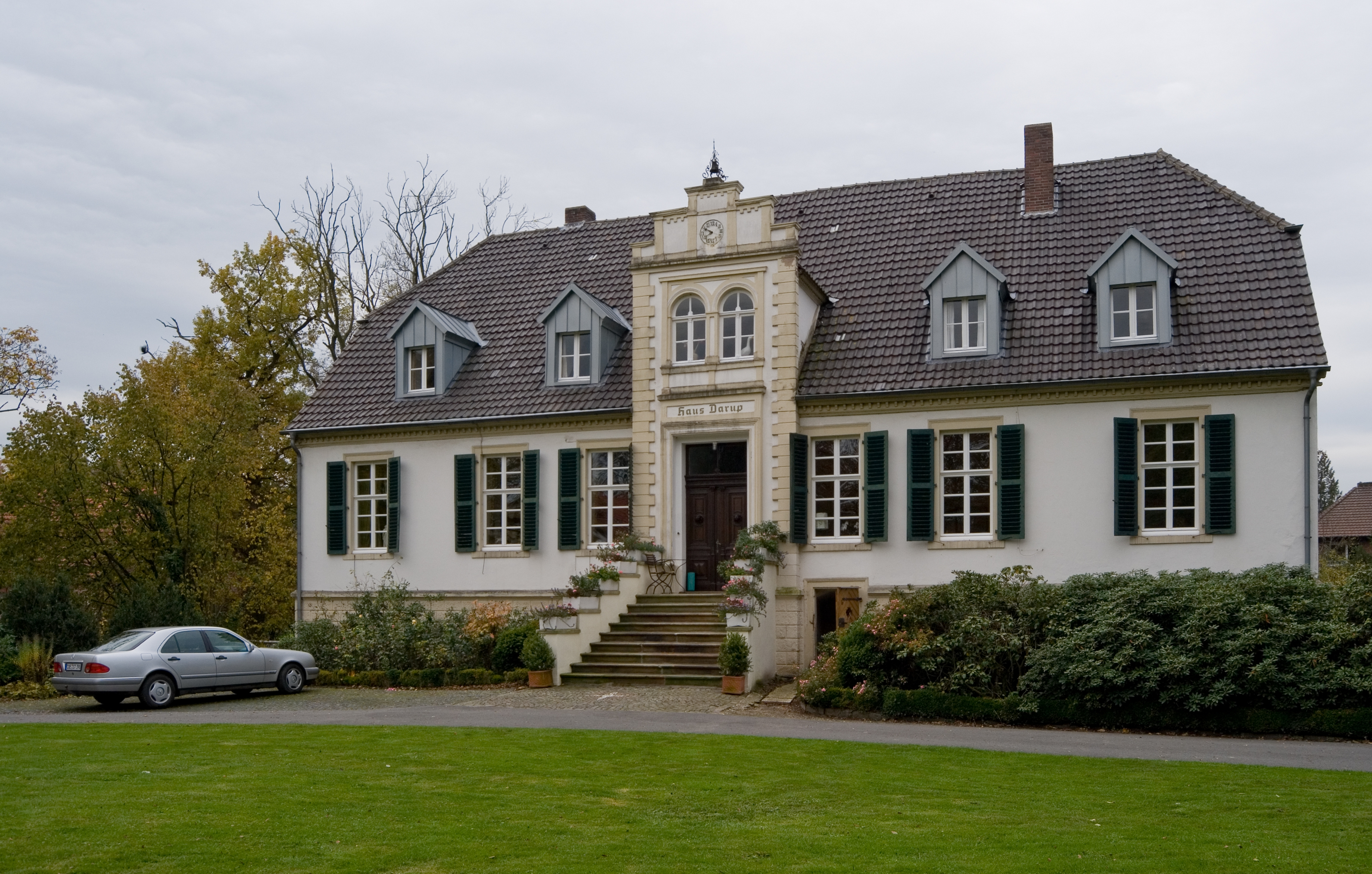
Huis Darup (2011)

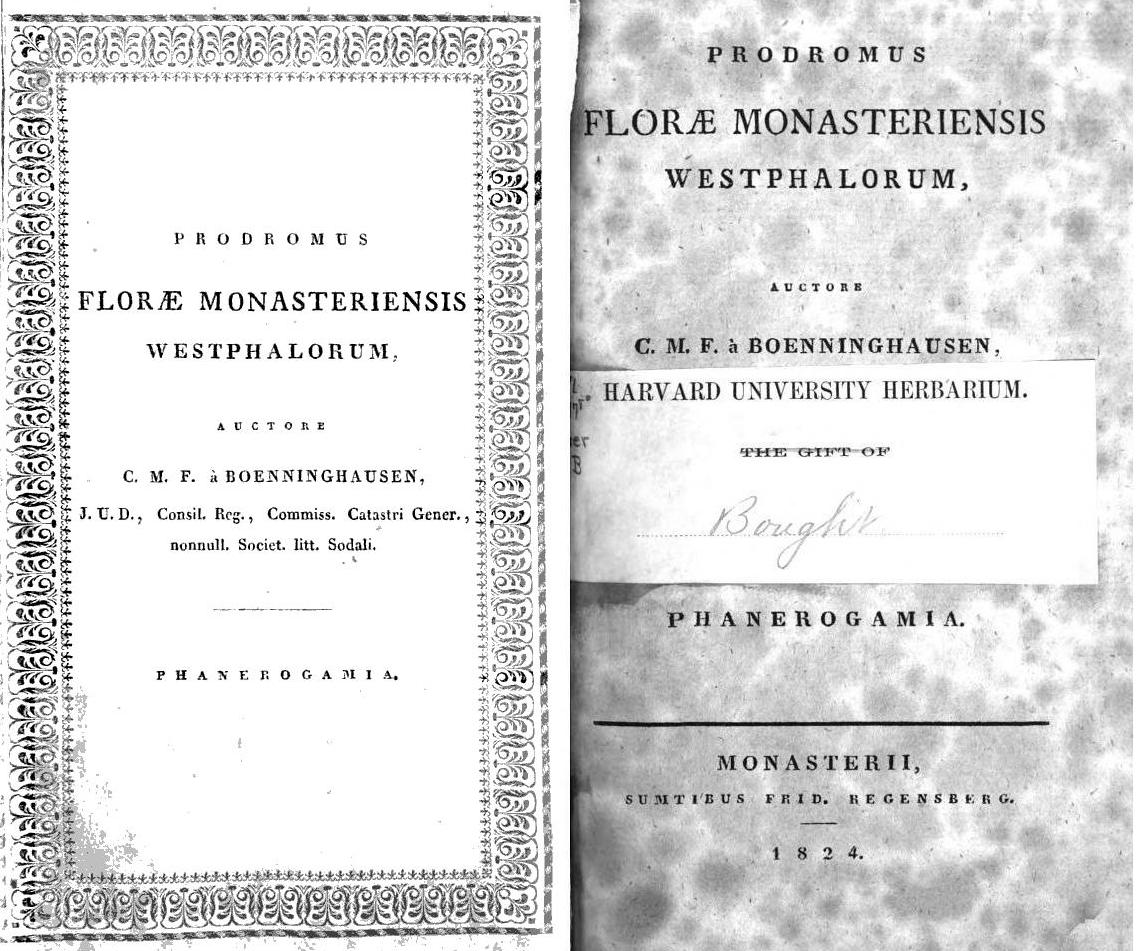
Titelblad(1824) uit de Universiteitsbibliotheek van Harvard

Toen zijn vader in 1812 overleed betrok Von Bönninghausen het familiebezit, het huis Darup bij Nottuln, even over de grens in Kreis Coesfeld, Pruisen. Hij studeerde af als architect en onderwierp zich aan de studie van medicijnen, landbouw- en plantkunde. Von Bönninghausen publiceerde talrijke artikelen over zijn ervaringen en ontdekkingen, wat hem internationale faam opleverde. In 1816 werd hij bij de samenvoeging van de deelstaten Noordrijn en Westfalen benoemd tot president van het Hof van Justitie en generaal-commissaris van het kadaster van Noordrijn-Westfalen. Het vele reizen voor deze functie bood hem een uitgelezen mogelijkheid voor het bestuderen van de flora en hij publiceerde er een boek over, genaamd: Prodromus florae Monasteriensis Westphalorum, Phanerogamia.
Nog hetzelfde jaar werd hij door koning Frederik Willem III van Pruisen als eerste commissaris benoemd in de landraad van Kreis Coesfeld. Von Bönninghausen was oprichter en hoofd van de sociëteit van medici van Noordrijn-Westfalen. Hij werd benoemd tot hoofd van de botanische tuinen in Münster van 1826 tot 1845 en doceerde aan de wat later de Westfaalse Wilhelms-Universiteit zou worden. Ook leidde hij de staatsrechtelijke commissie van experts in het onderzoek naar de non Anna Catharina Emmerich. Deze concludeerde dat haar wonden mechanisch en niet bovennatuurlijk waren aangebracht. Bij haar zaligverklaring in 2004 door Paus Johannes Paulus II werd echter wel van een bovennatuurlijke oorsprong uitgegaan.

### Ziekte en genezing
In 1827 kreeg von Bönninghausen tuberculose, gevolgd door een hardnekkige en niet te behandelen longontsteking. Ervan overtuigd dat hij zou sterven begon hij met het schrijven van afscheidsbrieven naar zijn vrienden en bekenden. Een van hen, vriend en collega-botanicus Carl Ernst August Weihe, spoorde hem aan het kruid Pulsatilla te gebruiken, dat het geneesmiddel voor zijn kwaal zou zijn. Von Bönninghausen genas en werd aanhanger van de homeopathie. Binnen nog geen twee jaar schreef hij zeven omvangrijke boekwerken.
Hij werd vertrouweling en belangrijkste opvolger van zijn docent Samuel Hahnemann, grondlegger van de homeopathie, die von Bönninghausen's bekwaamheid en vermogen tot het ordenen van toenemende homeopathische kennis van de materia medica (geneesmiddelenleer) bewonderde. Hahnemann was zo enthousiast dat hij hem voortdurend zijn Lieblingsschüler noemde. Hij zei: “Mocht ik zelf ziek zijn, dan zou ik geen andere arts in de wereld vertrouwen, behalve hem.”

### Wetenschappelijke carrière

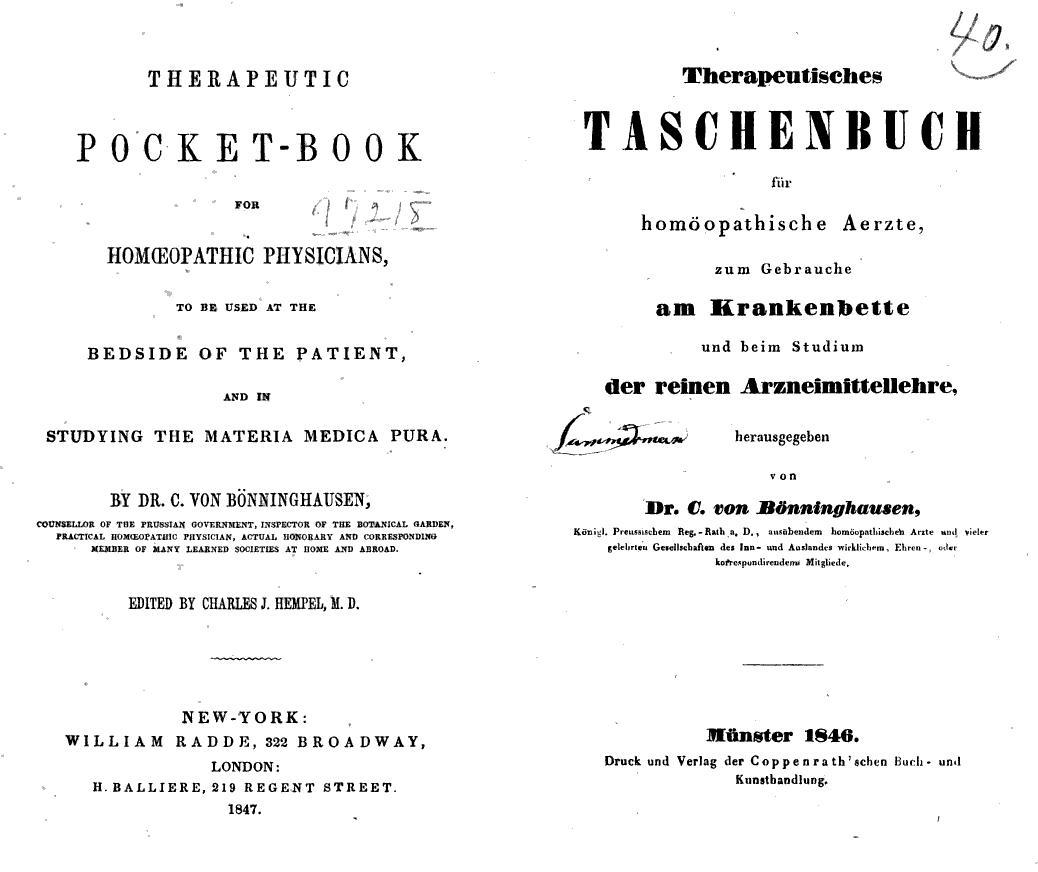
Titelblad van de Engelse(1847) en Duitse(1846) uitgave uit de Universiteitsbibliotheek van Michigan

Von Bönninghausens Therapeutisches Taschenbuch uit 1846 was het eerste homeopathische repertoire dat individuele heelmiddelen rangschikte op basis van hun werking bij symptomen op zichzelf en in hun onderlinge verhoudingen. Deze zogenaamde von Bönninghausen (of von Boenninghausen)-methode wordt tot op de dag van vandaag nog gebruikt. Zijn methode werd soms door latere homeopaten zoals C. Hering en James Tyler Kent verkeerd geïnterpreteerd. Laatstgenoemde deed dit met opzet, om zo zijn eigen repertoire te promoten. Desondanks hebben recente vertalingen en herzieningen geleid tot een herleving van de interesse in Von Bönninghausen’s benadering.
Door zijn eigen wonderbaarlijke genezing en door zijn publieke bekendheid zocht het volk massaal zijn heil bij de dokter. Het reeds met succes op kleine schaal in praktijk brengen van de homeopathie zonder medische graad, fascineerde en leidde er uiteindelijk toe dat Von Bönninghausen in 1843 bij persoonlijke koninklijke verordening een medische licentie ontving van Frederik Willem IV, koning van Pruisen. Dit maakte hem tot een arts en zorgde ervoor dat hij effectief patiënten kon behandelen.
Onder zijn groeiende internationale clientèle ontving hij vooraanstaande patiënten. Een van de eerste was de dichteres Annette von Droste-Hülshoff. Zij genas van tuberculose. Ook de Franse keizerin Eugénie de Montijo, vrouw van Napoleon III, behoorde daartoe. Von Bönninghausen werd in 1854 benoemd tot  Doctor honoris causa door het Medical College in Cleveland (Noord-Amerika). In 1861 werd hij door de Franse keizer Napoleon III benoemd tot ridder in het Legioen van Eer.
De standaardafkorting Boenn. wordt gebruikt om von Bönninghausen te identificeren als auteur bij het aanhalen van een botanische naam. Een lijst met planten op naam van deze auteur is te vinden in de IPNI.

### Nageslacht
De twee oudsten van zijn zeven zonen werden ook homeopaat. Karl von Bönninghausen, de oudste, ging naar Parijs waar hij toegang had tot de privé-bibliotheek en manuscripten van Hahnemann en trouwde daar met Sophie, de geadopteerde dochter van Melanie Hahnemann (Hahnemanns weduwe).

### Post Mortem
Zijn graf op de oude Hörster begraafplaats in Münster werd in de Tweede Wereldoorlog bij een bombardement verwoest. Tegenwoordig wordt de geleerde op deze plek herinnerd met een zandstenen monument met daarop de afbeelding van de baron. Ook zijn er verschillende straten en planten naar hem vernoemd, zoals Boenninghausenia altiflora, Boeninghausia vincentina en een geslacht van de Wijnruitfamilie (Rutaceau), Boenninghausenia.
In 1990 werd de Clemens von Bönninghausen Akademie opgericht, en in 2009 het von Bönninghausen Instituut. Een herdenkingsmonument voor von Bönninghausen werd in 2005 opgericht bij de Universiteit van Münster, op de 250ste verjaardag van Samuel Hahnemann.

## Publicaties
Een kleine selectie van zijn publicaties:
- Über die Twentische Roggenwirtschaft [(Over) De Twentse Roggebouw], Berlijn, uitgegeven door August Rücker, 1820. (Geschreven in 1817 te Darup)
- Prodromus florae Monasteriensis Westphalorum, Phanerogamia., Monasterii, F. Regensberg, 1824.
- The Cure of Cholera and its Preventatives, Münster, 1831.
- Systematisch-alphabetisches Repertorium der homöopathischen Arzneien, Münster, Coppenrath, 1833.
- Beiträge zur Kenntniss der Eigenthümlichkeien aller bisher vollständiger geprüften homöopathischen Arzneien [Contributions to a Knowledge of the Peculiarities of Homoeopathic Remedies], Münster, 1833
- Repertory of the Medicines which are not Anti Psoric, Münster 1835
- Therapeutisches Taschenbuch, für homöopathische Ärzte, zum Gebrauche am Krankenbette und beim Studium der reinen Arzneimittellehre [Therapeutisch Handboek/Therapeutic Pocketbook, For Homeopathic Physicians, for the Use at the Sickbed and For the Study of the Pure Materia Medica], Münster, 1846.
- Der homöopathische Hausarzt [The Hom. Domestic Physician in Brief Therapeutic Diagnoses], Münster, 1853.
- Die Körperseiten und Verwandtschaften [The Two Sides of the Human Body and Relationships. Homoeopathic Studies], Münster 1853.
- Die homöopathische Behandlung des Keuchhustens [The Homœopathic Treatment of Whooping Cough in its Various Forms], Münster 1860.
- Die Aphorismen des Hippokrates [The Aphorisms of Hippocrates, with Notes by a Homoeopath], Leipzig, 1863
- Versuch einer Homöopathischen Therapie der Wechsel- und anderer Fieber. 1. Theil. Die Pyrexie. 2. Aufl [Attempt at a homoeopathic Therapy of Intermittent and Other Fevers, Second augmented and l revised edition. Part 1. The Pyrexy.], Leipzig 1864
- Archiv für die homöopatische Heilkunst [Archive for the Homeopathy], Münster